# Mahavanona
Mahavanona est une ville et une commune rurale (Kaominina), du nord de Madagascar, dans la province de Diego-Suarez dans le District d'Antsiranana II.
Elle est située à environ 25 km au Sud d'Antsiranana sur la RN6.

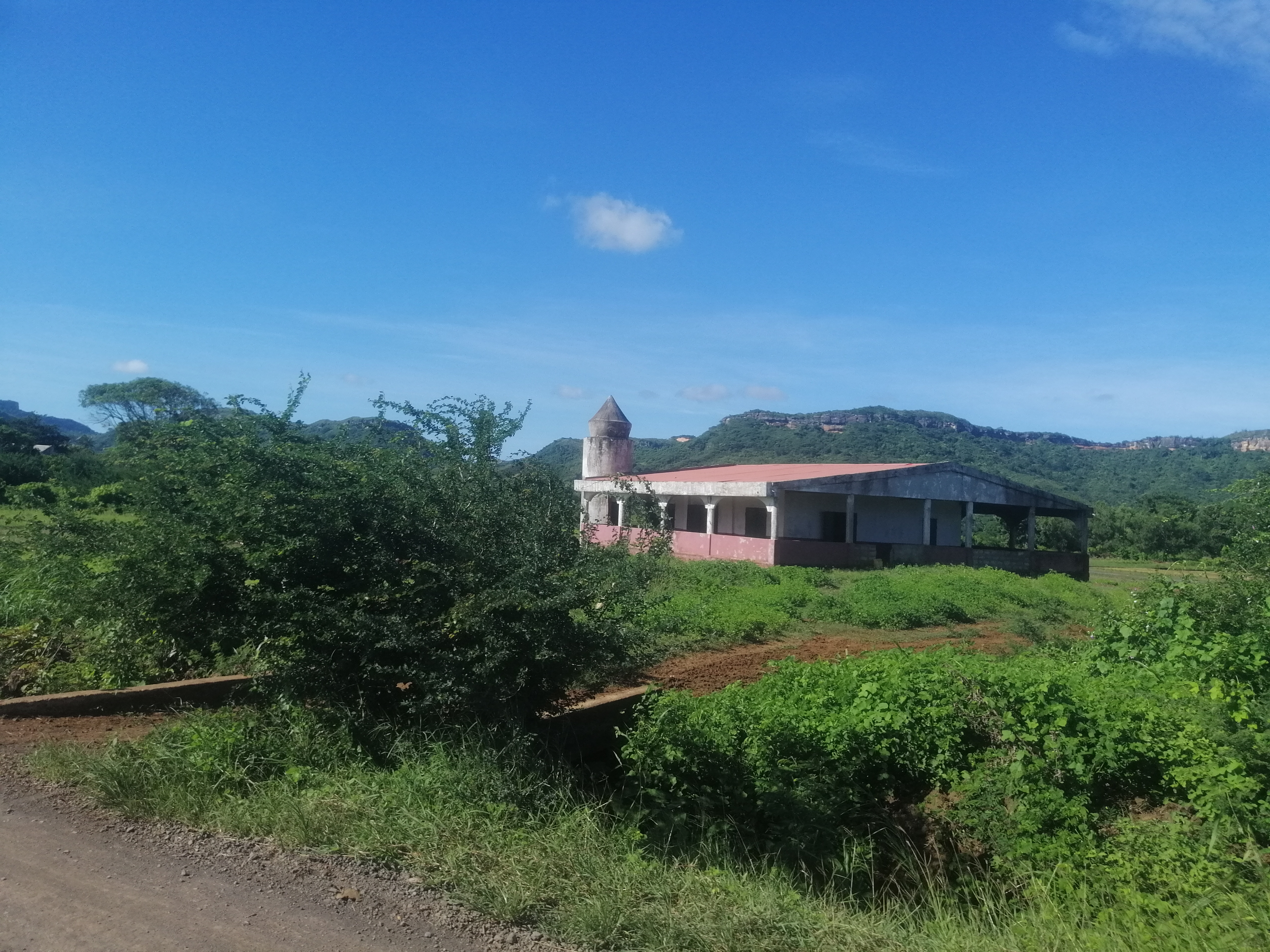
Mosquée à Mahavanona Madagascar

Mahavanona est une des  communes rurales malgache électrifiées, la compagnie WeLigth est responsable de son electification.

## Géographie
Mahavanona est une petite ville et commune du district d'Antsiranana II, située au nord de Madagascar, le long de la RN6.

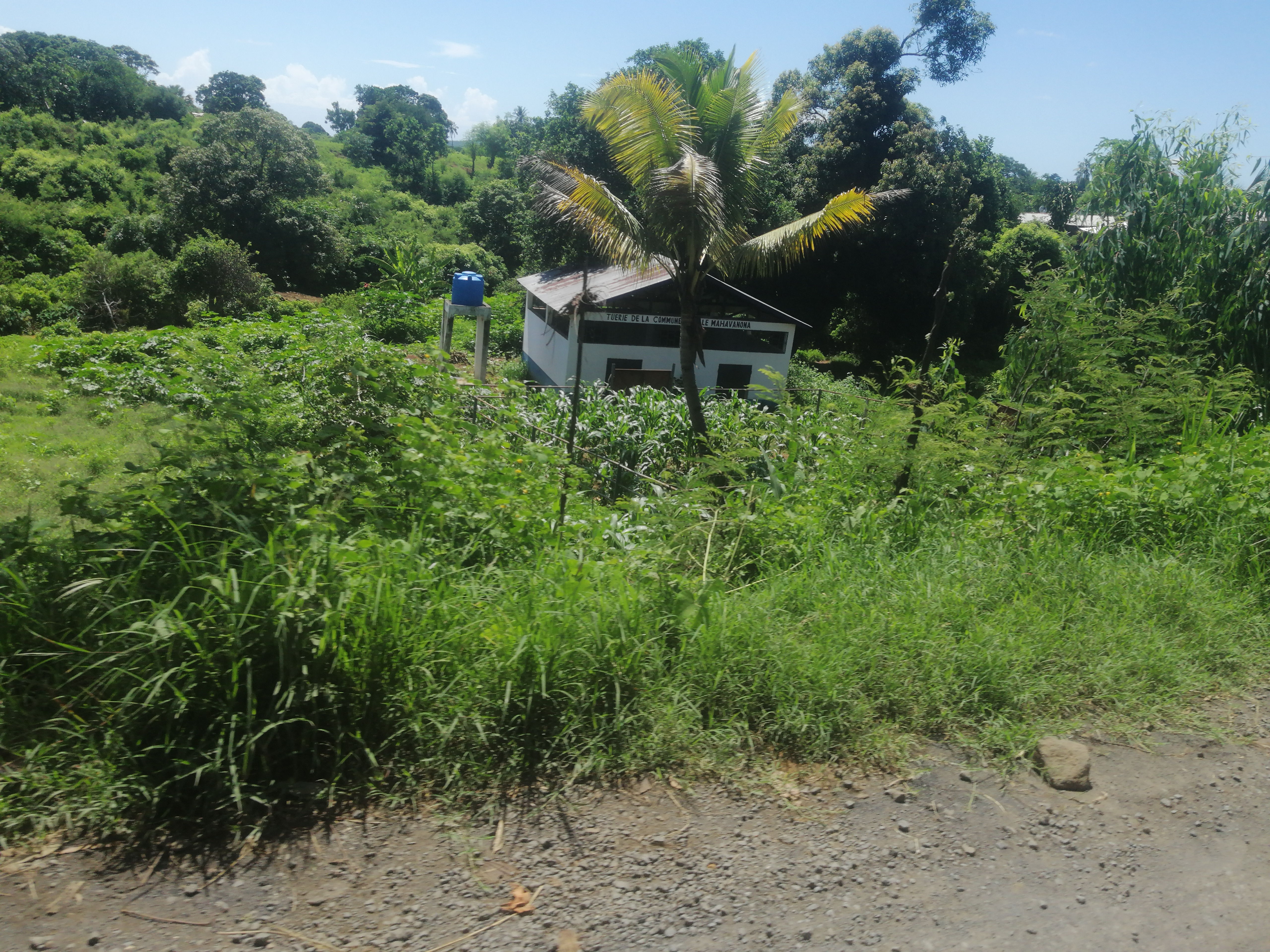
Abattoir de Mahavanona

## Administration
Mahavanona est une commune Rurale  du district d'Antsiranana II, située dans la région de Diana, dans la province de Diego-Suarez.

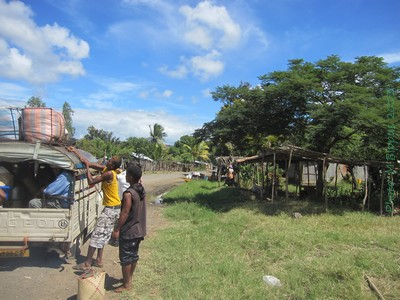
Mahavanona

## Économie
La population est majoritairement rurale. On trouve sur le territoire communal des bananeraies, du maïs et de nombreuses rizières.
Le jour du marché est tous les mercredis. Des marchands de Diego, d'Anivorano-Nord et des villages voisins y viennent pour acheter et vendre de produits.

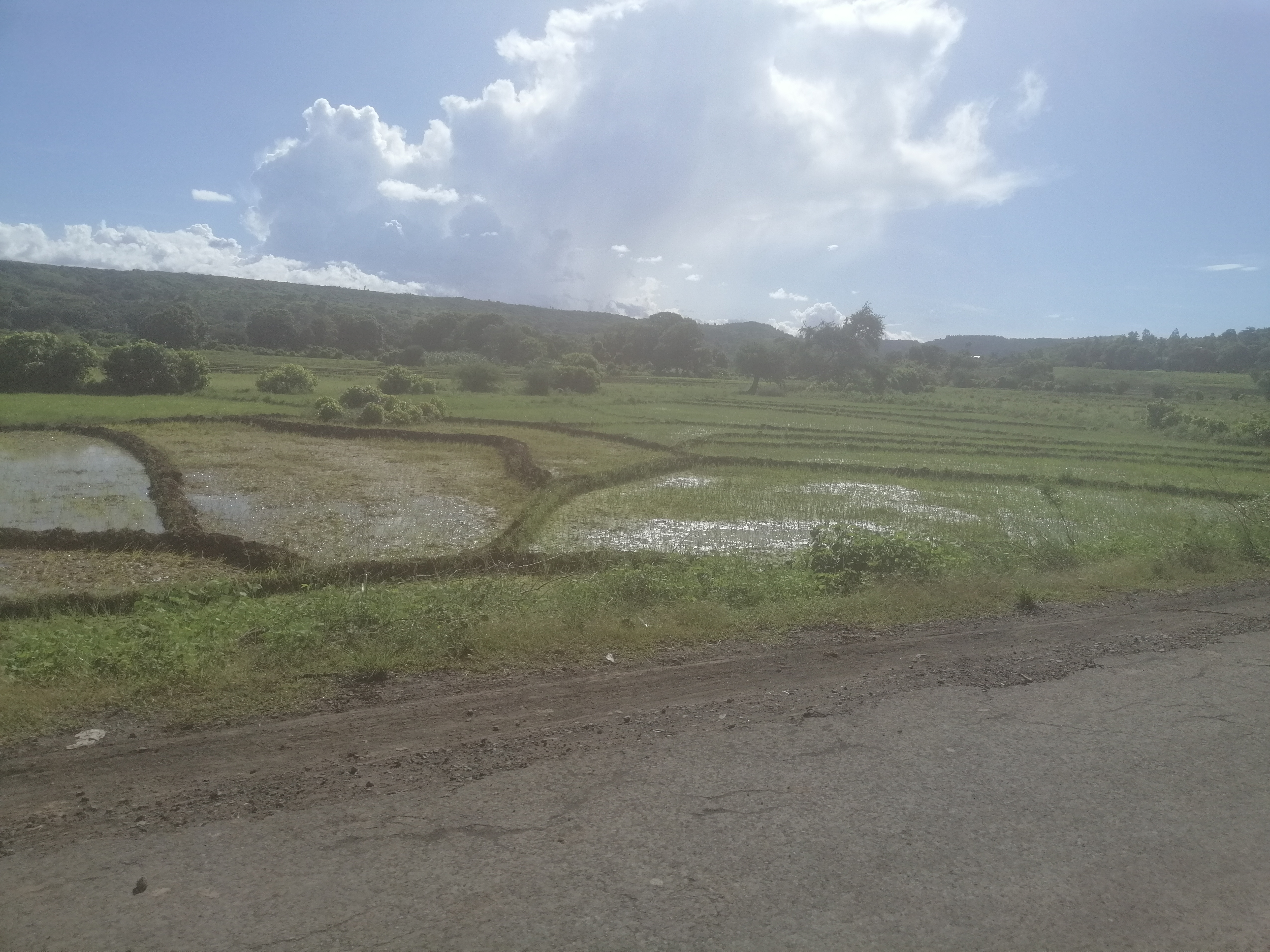
Nosimbary-Mahavanona-Antsiranana II

## Démographie
La population est estimée à 12 075 habitants, en 2001.